# Ruslan Wladimirowitsch Faifer
Ruslan Wladimirowitsch Faifer (russisch Руслан Владимирович Файфер; * 10. Mai 1991 in Ust-Bargusin, Russland) ist ein russischer Profiboxer im Cruisergewicht und aktuell ungeschlagen.
Der 1,84 Meter große Linksausleger debütierte im Jahre 2013 mit einem Punktsieg über den Ukrainer Roman Mirzoev. Bereits in seinem dritten Fight errang Faifer den vakanten WBC-Baltic-Silber-Titel, als er Ende September des darauffolgenden Jahres seinen Landsmann Yuri Barashian ebenfalls nach Punkten bezwang.
Im Sommer 2015 schlug Faifer den bis dahin noch ungeschlagenen Vladimir Goncharov um die russische Meisterschaft in einem auf 10 Runden angesetzten Kampf durch Mehrheitsentscheidung.
2017 boxte Faifer um den vakanten International-Titel des Verbandes IBF und siegte in Runde 12 durch technischen Knockout und verteidigte jenen Gürtel gegen David Basajjamivule ebenfalls durch technischen K. o.